# Carlo Sickinger
Carlo Sickinger (* 29. Juli 1997 in Karlsruhe) ist ein deutscher Fußballspieler. Er steht bei der SV Elversberg unter Vertrag.

## Karriere
Sickinger begann seine fußballerische Laufbahn beim FC Spöck und wechselte von dort in den Nachwuchs des SV Sandhausen. 2012 schloss er sich der Jugendabteilung des damaligen Zweitligisten 1. FC Kaiserslautern an.
Dort durchlief er die Nachwuchsmannschaften von der U17 über die U19 bis in die zweite Mannschaft. In der U21 war Sickinger Stammspieler und bestritt über 60 Spiele. Beim 1:1 gegen den 1. FC Nürnberg am 16. Dezember 2017, dem 18. Spieltag der Zweitligasaison 2017/18, stand der Mittelfeldspieler zum ersten Mal im Spieltagskader der ersten Mannschaft, kam jedoch zu keinem Einsatz. Am 8. Februar 2018 unterzeichnete er seinen ersten Profivertrag. Am Ende der Saison stieg Kaiserslautern in die 3. Liga ab; seitdem stand Sickinger fest im Profikader des 1. FCK. Zu seinem ersten Profieinsatz kam er am 8. Dezember 2018 beim 0:0 im Drittligaspiel gegen die Würzburger Kickers. Bei der 1:3-Heimniederlage gegen den VfL Osnabrück am 24. März 2019, dem 30. Spieltag, erzielte er seinen ersten Profitreffer zum Endstand. Anfang November 2019 wurde der Mittelfeldspieler nach der temporären Streichung des Mannschaftskapitäns Christoph Hemlein aus dem Lizenzspielerkader von Cheftrainer Boris Schommers zu dessen Nachfolger ernannt, wurde aber unter Marco Antwerpen in diesem Amt im Februar 2021 durch Jean Zimmer ersetzt.
Zur Saison 2021/22 wechselte Sickinger zu seinem Jugendverein SV Sandhausen in die 2. Bundesliga. Nach nur sechs Einsätzen in der Hinrunde verhandelte er in der Winterpause mit dem griechischen Erstligist Apollon Smyrnis, doch eine zunächst offiziell vermeldete Leihe kam doch nicht zustande. Wenige Tage später schloss er sich bis zum Saisonende auf Leihbasis der SV Elversberg an. Dort kam Sickinger auf 14 Einsätze (alle Startelf) in der viertklassigen Regionalliga Südwest, in denen er ein Tor zur Meisterschaft und zum Aufstieg in die 3. Liga beisteuerte. In der Sommerpause löste er seinen Vertrag beim SV Sandhausen auf, um zur Saison 2022/23 in Elversberg einen neuen Zweijahresvertrag zu unterschreiben. Am Ende der Saison 2022/2023 stieg er mit seinem Verein in die 2. Bundesliga auf.

## Erfolge
- Meister der 3. Liga und Aufstieg in die 2. Bundesliga: 2022/2023
- Meister der Regionalliga Südwest und Aufstieg in die 3. Liga: 2022
- Südwestpokal-Sieger: 2019, 2020